# Tropidolaemus subannulatus
Espèce
Synonymes
- Trimeresurus subannulatus Gray, 1842
- Trigonocephalus wagleri var. celebensis Gray, 1849
- Trimeresurus wagleri alboviridis Taylor, 1917

Statut de conservation UICN

 LC  : Préoccupation mineure
Tropidolaemus subannulatus est une espèce de serpents de la famille des Viperidae.

## Répartition
Cette espèce se rencontre :
- au Brunei ;
- en Malaisie orientale ;
- en Indonésie ;
- aux Philippines.

## Description

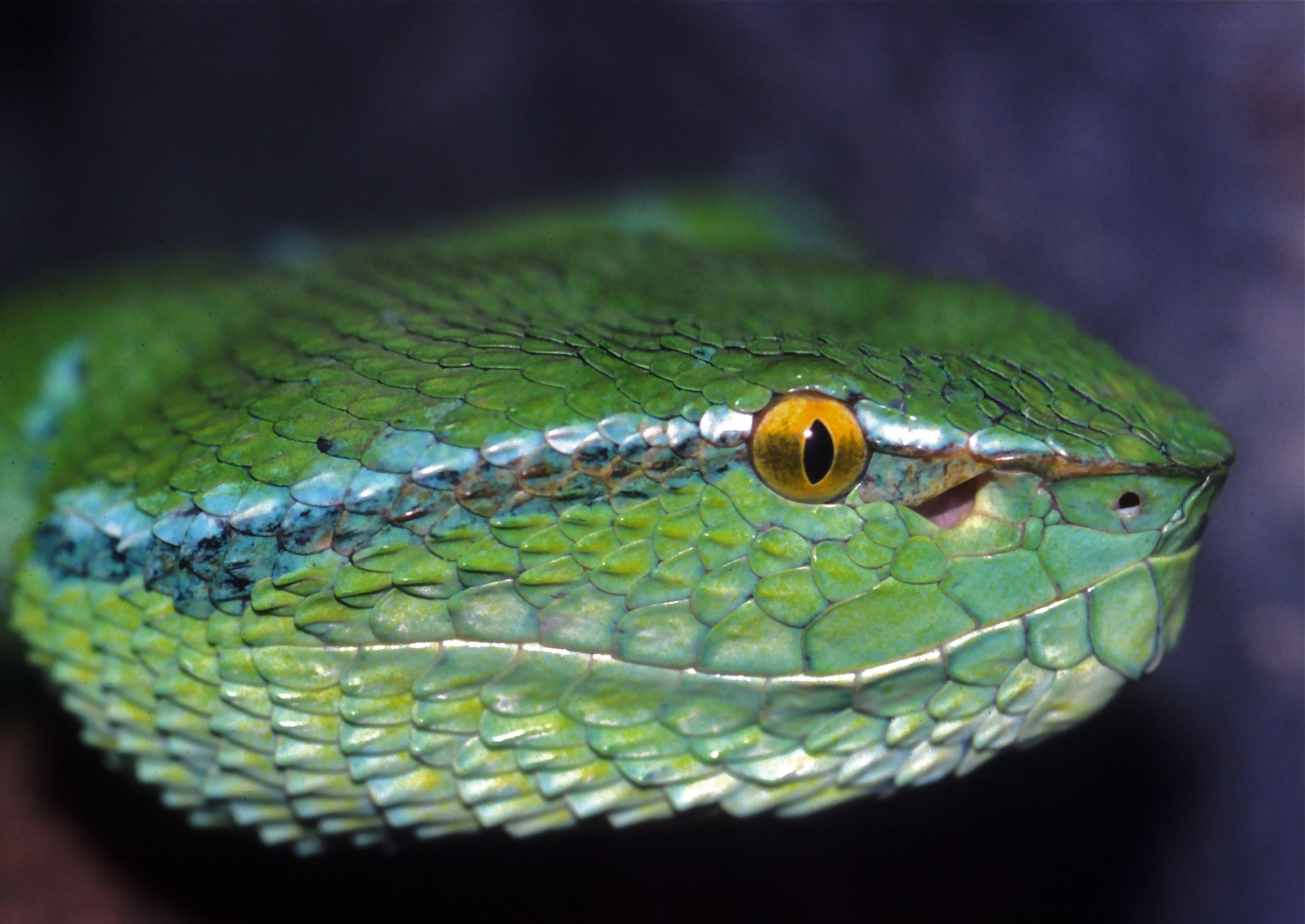
Détail de la tête

C'est un serpent venimeux.

## Publication originale
- Gray, 1842 : Synopsis of the species of Rattle snakes, or Family of Crotalidae. The Zoological Miscellany, vol. 2, p. 47-51 (texte intégral).